# (4332) Milton
(4332) Milton est un astéroïde de la ceinture principale.

## Description
(4332) Milton est un astéroïde de la ceinture principale. Il fut découvert le 5 septembre 1983 à l'Observatoire Palomar par Carolyn S. Shoemaker. Il présente une orbite caractérisée par un demi-grand axe de 2,58 UA, une excentricité de 0,32 et une inclinaison de 19,2° par rapport à l'écliptique.

## Compléments